# Église Notre-Dame de Sainte-Marie-du-Mont
Pour les articles homonymes, voir Église Notre-Dame.
L'église Notre-Dame de Sainte-Marie-du-Mont est un édifice catholique, dont l'origine remonte au XIe siècle, qui se dresse sur le territoire de la commune française de Sainte-Marie-du-Mont, dans le département de la Manche, en région Normandie.
L'édifice qui arbore un mélange de style architectural allant du roman à la Renaissance est classé au titre des monuments historiques.

## Localisation
L'église Notre-Dame est située, place de l'Église, à Sainte-Marie-du-Mont, dans le département français de le Manche.

## Historique
L'église Notre-Dame a appartenu au diocèse de Bayeux, comme celles de Sainte-Mère-Église, Vierville, Neufville, Chef-du-Pont et Lieusaint.

## Description
La nef romane date du XIe siècle. Composée de quatre travées, elle présente des chapiteaux, dont certains historiés, supportant des arcs en plein cintre à rouleaux non moulurés ouvrant sur les collatéraux. Le reste de l'édifice date des XIVe et XVe siècles. La tour-lanterne du type de celle de Montebourg ou de Carentan, surmontée d'un dôme octogonal de style Renaissance, fut construite dans la deuxième moitié du XVe siècle,, à la suite de l'effondrement de la flèche. Les vitraux, datés de 1958, sont l'œuvre de Philippe Devivier[réf. nécessaire].

### Particularisme
Les chapiteaux et modillons de l'église, ornés d'entrelacs, d'animaux et de motifs végétaux, préfigurent les décors d'un groupe d'églises romanes du Plain (Foucarville, Boutteville, etc., et un peu plus loin Tollevast), dont Notre-Dame de Sainte-Marie-du-Mont est la plus ancienne, et qui présente une similitude de leurs décors sculptés. Certains chapiteaux arborent des chimères coiffées d'un bonnet phrygien, sans équivalent dans la région, et caractéristique d'un même atelier de sculpture, œuvrant au début du XIIe siècle. Parmi les décors sculptés on observe également des cerfs, des chiens se mordant la queue. Quant aux modillons, aux décors variés, on relève notamment : Samson terrassant le lion, un joueur de lyre ou un homme assis sur une cruche enveloppé par un serpent.

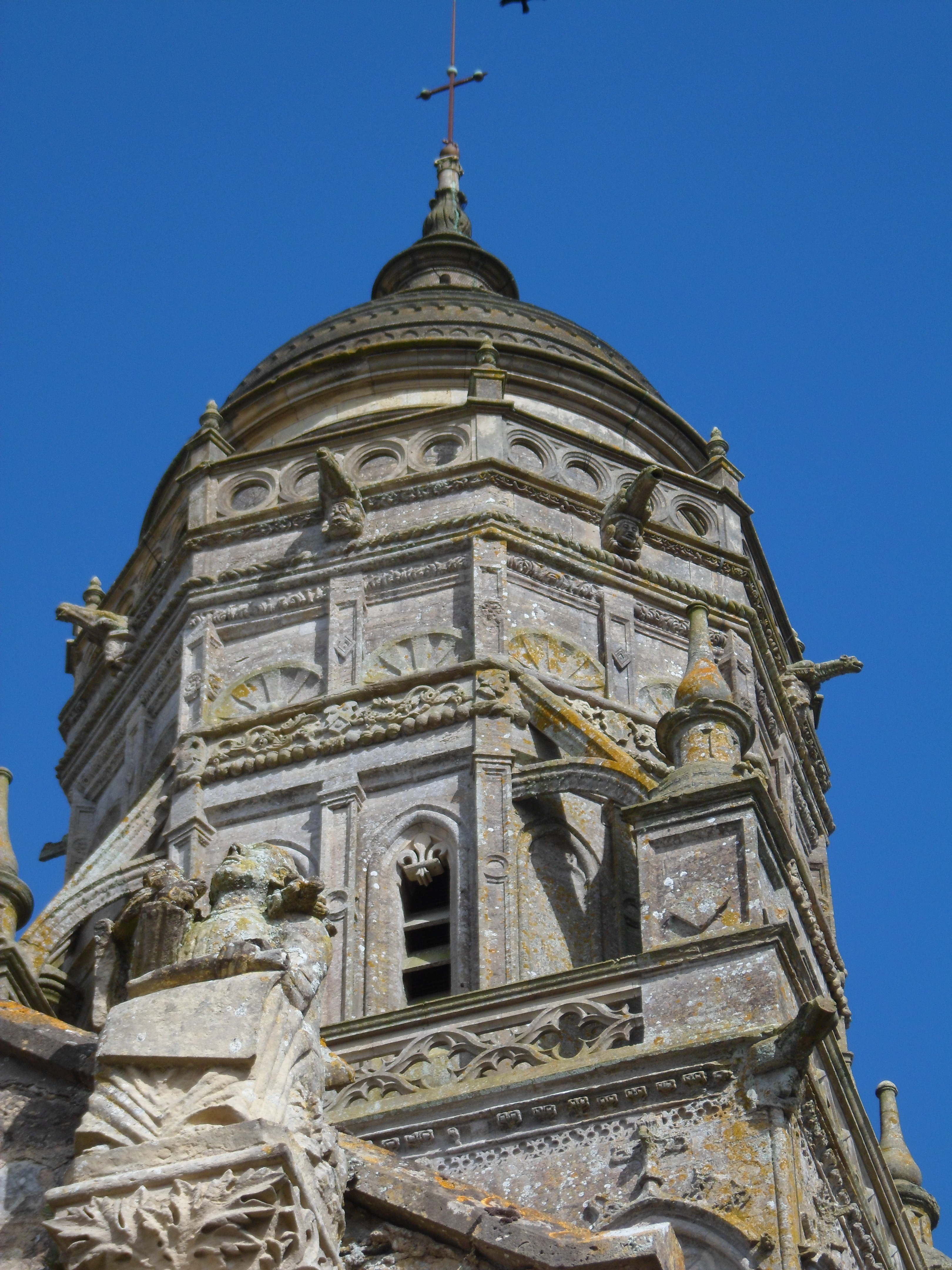
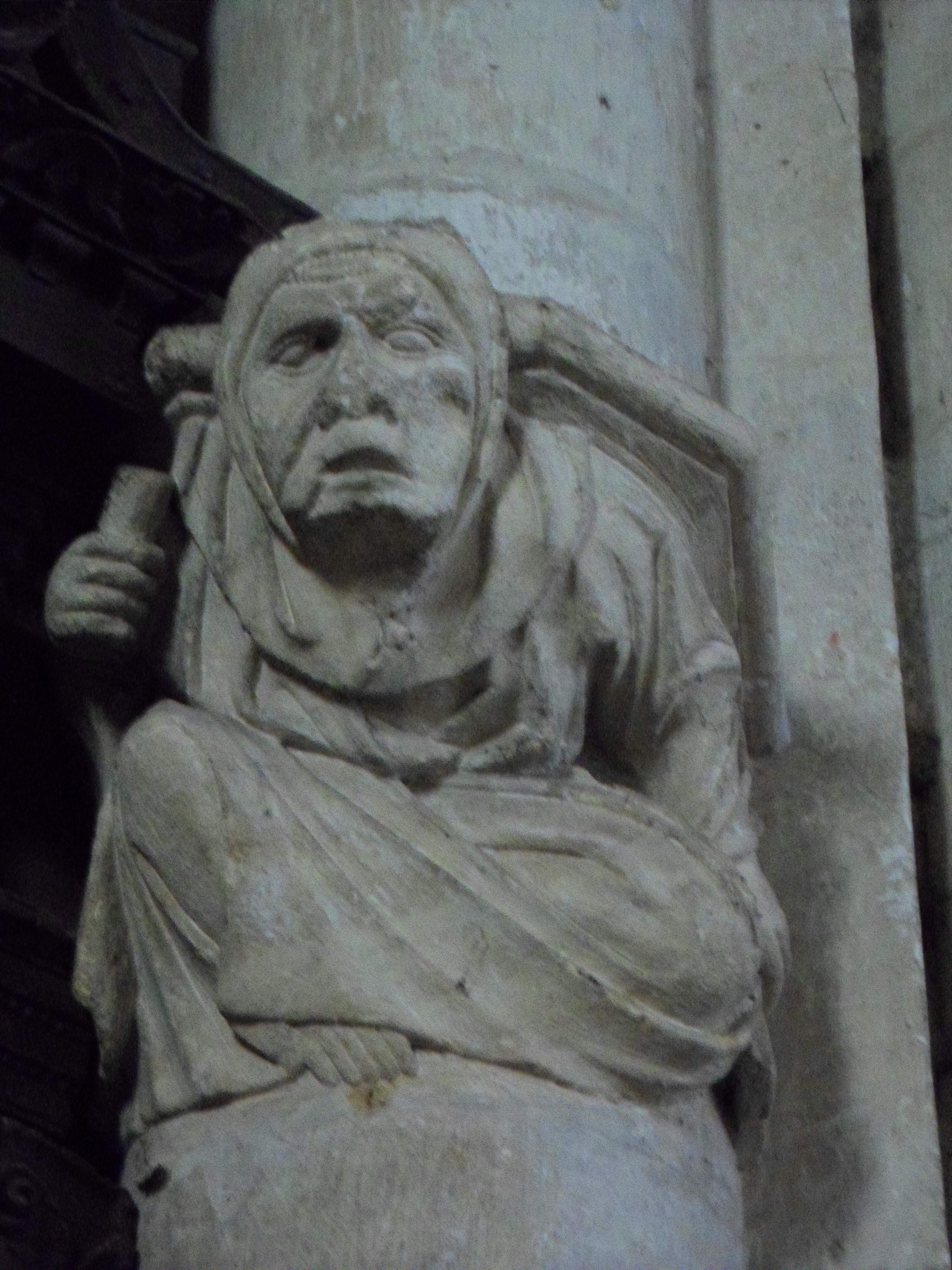
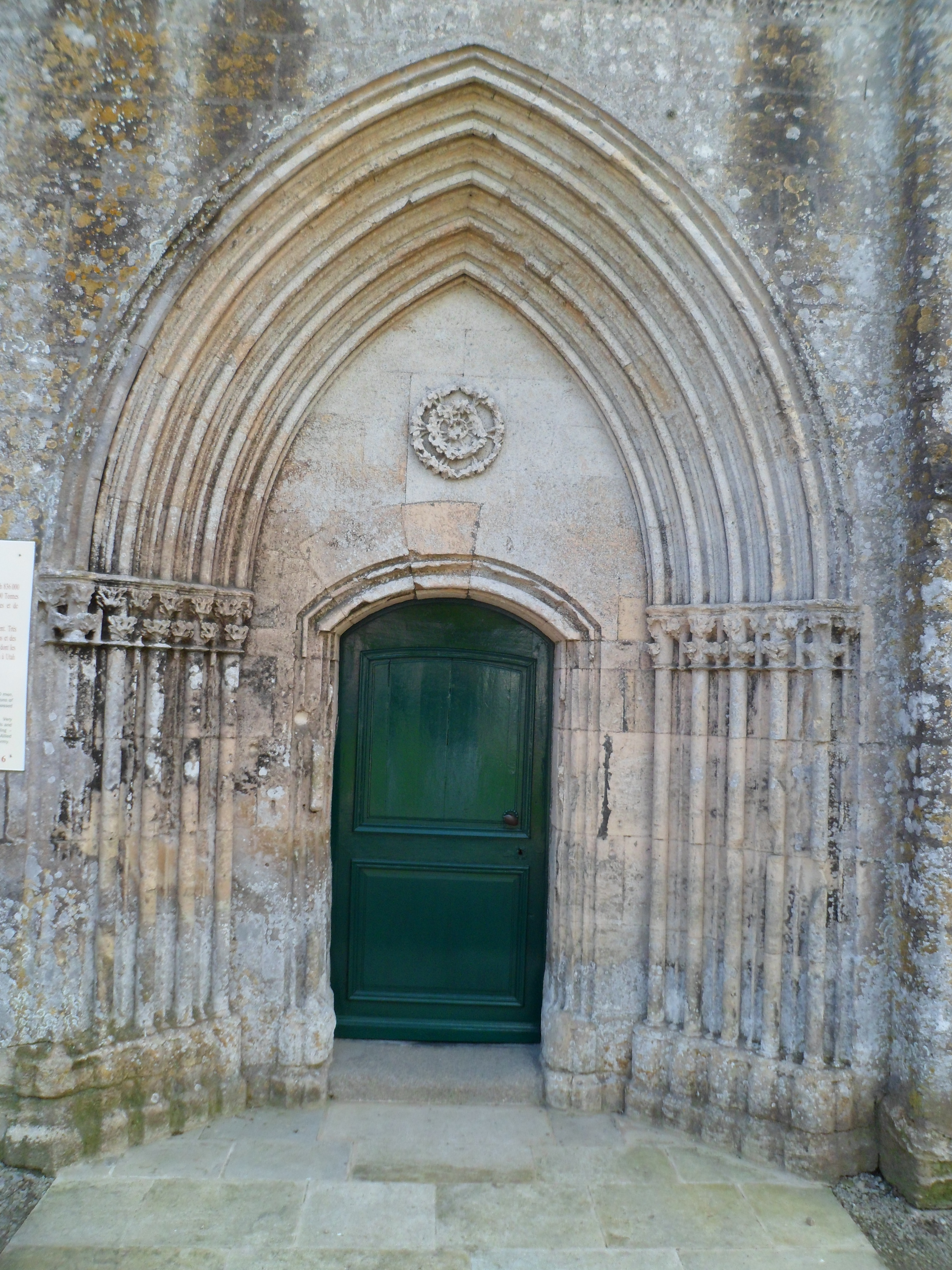
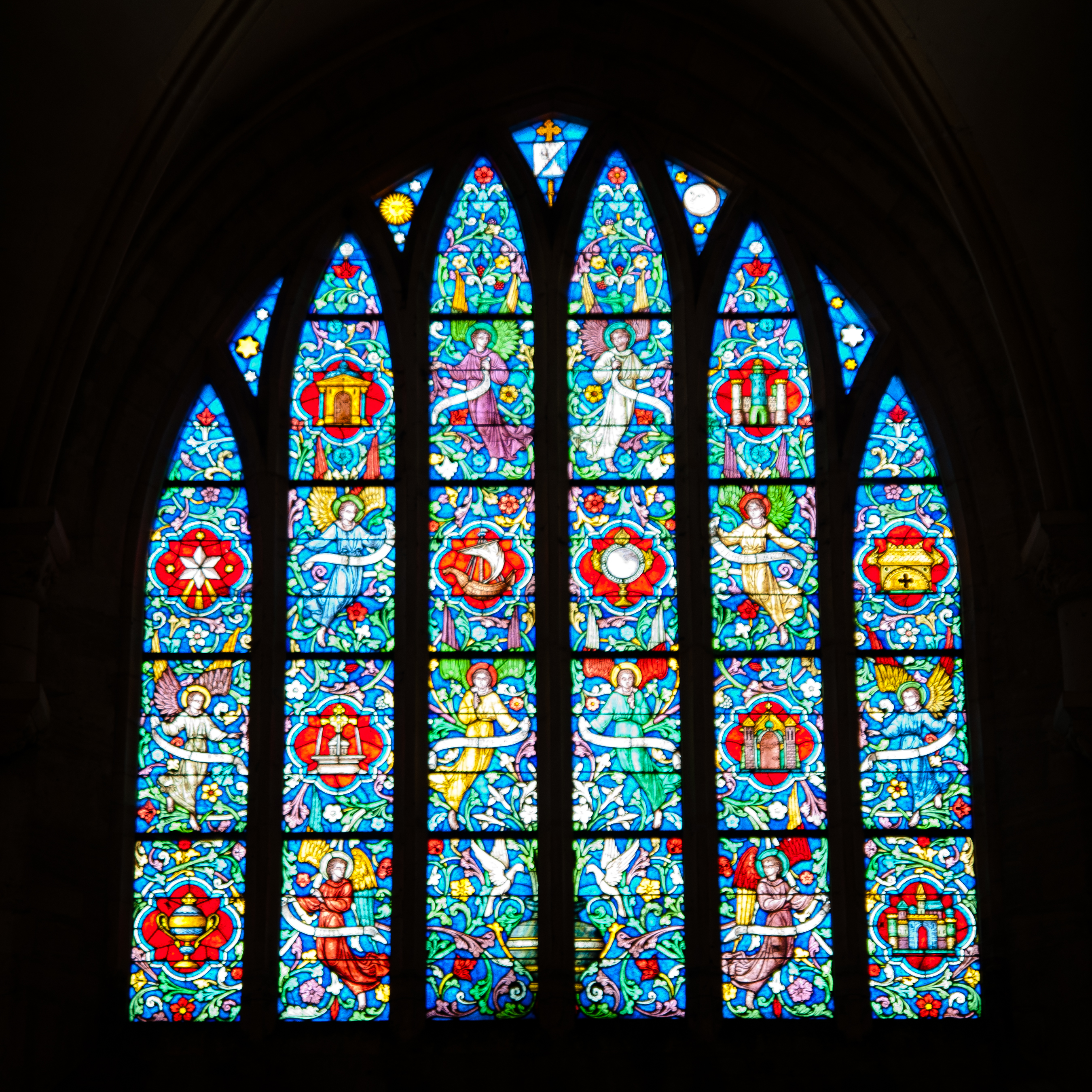

## Protection
Au titre des monuments historiques :
- l'église est classée par liste de 1840 ;
- le sol de la place est classé par arrêté du 11 mai 1948.

## Mobilier

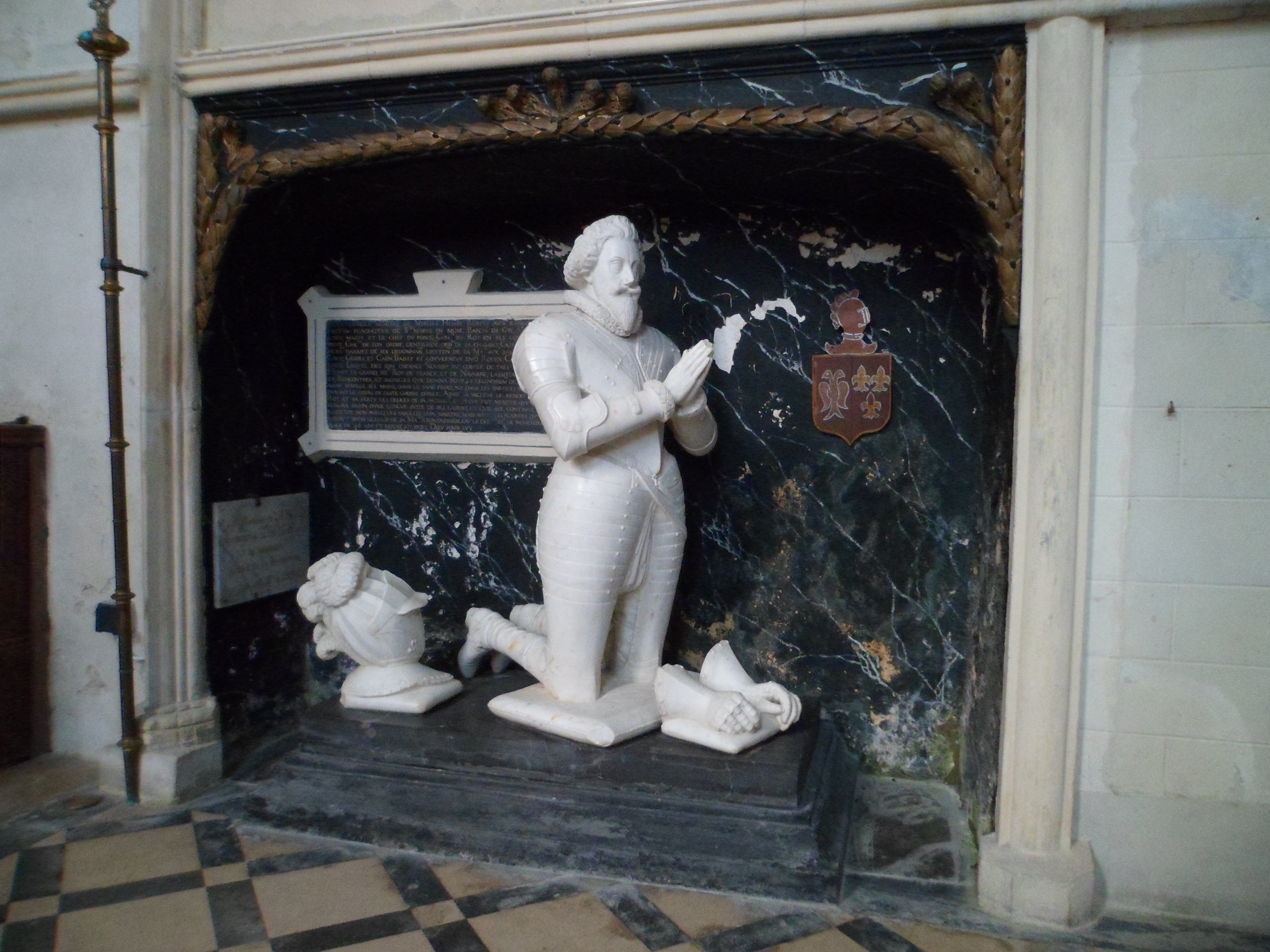

L'église renferme, dans le mur septentrional, le monument funéraire d'Henri Robert aux Espaules (1562-1607), seigneur du lieu, lieutenant-général de Normandie. Il est représenté en armure à genoux sur un coussin. Le monument érigé à la demande de ses trois filles, parmi lesquelles Jeanne aux Épaules, était initialement placé à l'entrée du chœur,.